# Marco Liberi

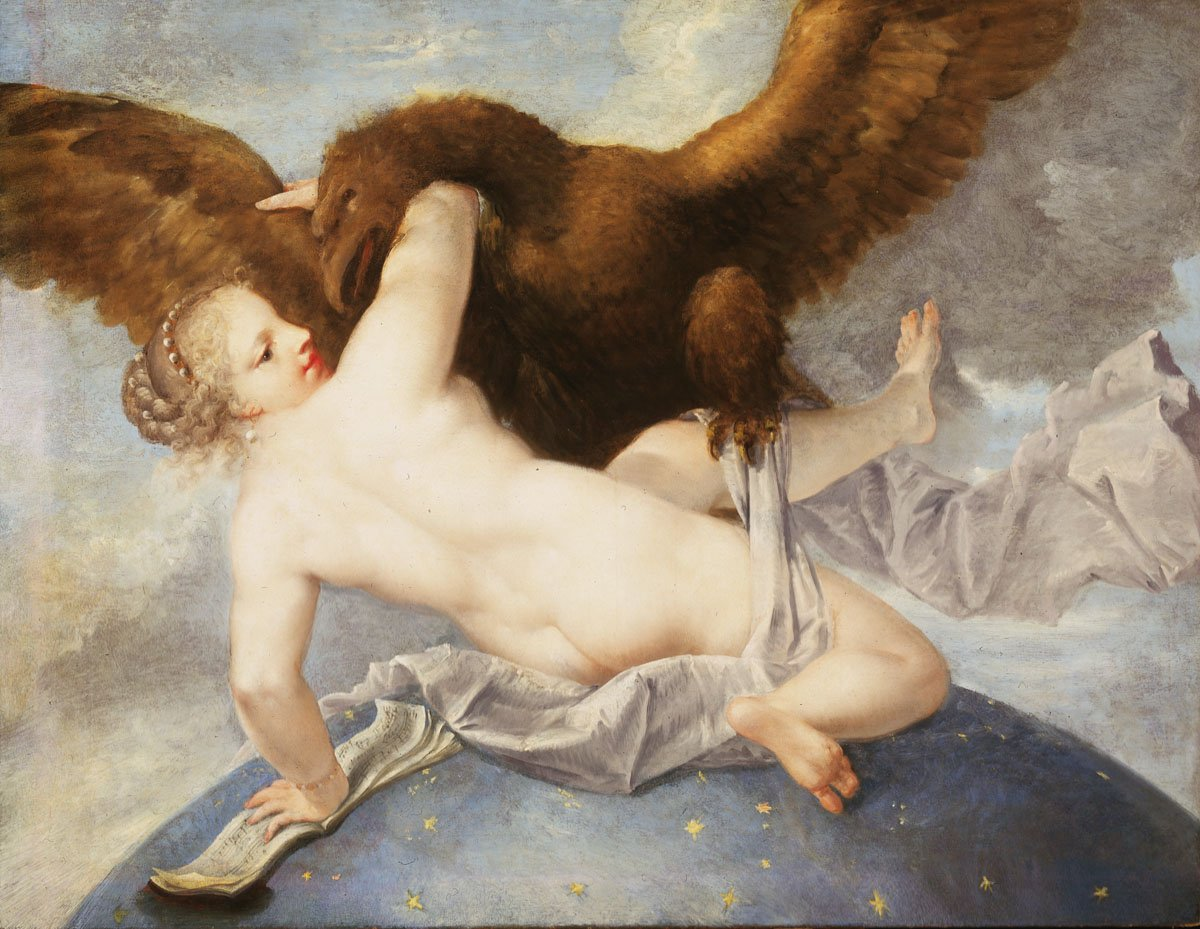
Júpiter y Astrea.

Marco Liberi (Venecia,  c.1640-1725) fue un pintor italiano del Barroco tardío activo en Padua, Venecia y Roma, donde se encontraba en 1725 y es probable que falleciera.

## Datos biográficos
Hijo del más conocido Pietro Liberi, imitó el estilo de su padre con menor éxito e inspiración más discreta. Copió las obras de Pietro de manera mimética. Realizó pinturas de caballete de temas fantásticos, algunas de las cuales pueden admirarse en el Palazzo Ercolani de Bolonia. Trabajó sobre todo para el mercado germano, ávido de obras de este tipo.